# NGC 2858
NGC 2858 (również PGC 26556 lub UGC 4989) – galaktyka soczewkowata (S0-a), znajdująca się w gwiazdozbiorze Hydry. Odkrył ją Albert Marth 3 marca 1864 roku.